# Leszek Kołakowski
Leszek Kołakowski (Radom, 23 ottobre 1927 – Oxford, 17 luglio 2009) è stato un filosofo, storico, saggista e storico delle idee polacco naturalizzato britannico, noto soprattutto per la sua analisi critica del marxismo proposta nel saggio in tre volumi Nascita, sviluppo, dissoluzione del marxismo (1976).
Per la sua erudizione e prolificità ha ottenuto diversi riconoscimenti durante la propria carriera, tra cui il Premio Erasmo nel 1983, lo Jerusalem Prize nel 2007 e la fellowship dell'All Souls College di Oxford e della British Academy.

## Biografia, opera e pensiero
Nato a Radom, nel voivodato della Masovia, nel 1927, ivi studiò regolarmente sino all'invasione nazista della Polonia (1939), con la quale scoppiava la seconda guerra mondiale. Durante l'occupazione nazista, lesse diversi libri e, occasionalmente, poté studiare con un insegnante privato. Terminata la guerra, frequentò l'Uniwersytet Łódzki (Università di Łódź) e, successivamente, l'Università di Varsavia, dove si laureò in filosofia nel 1953 con una tesi su Spinoza. Divenne dunque professore e dal 1959 al 1968 fu docente di filosofia.

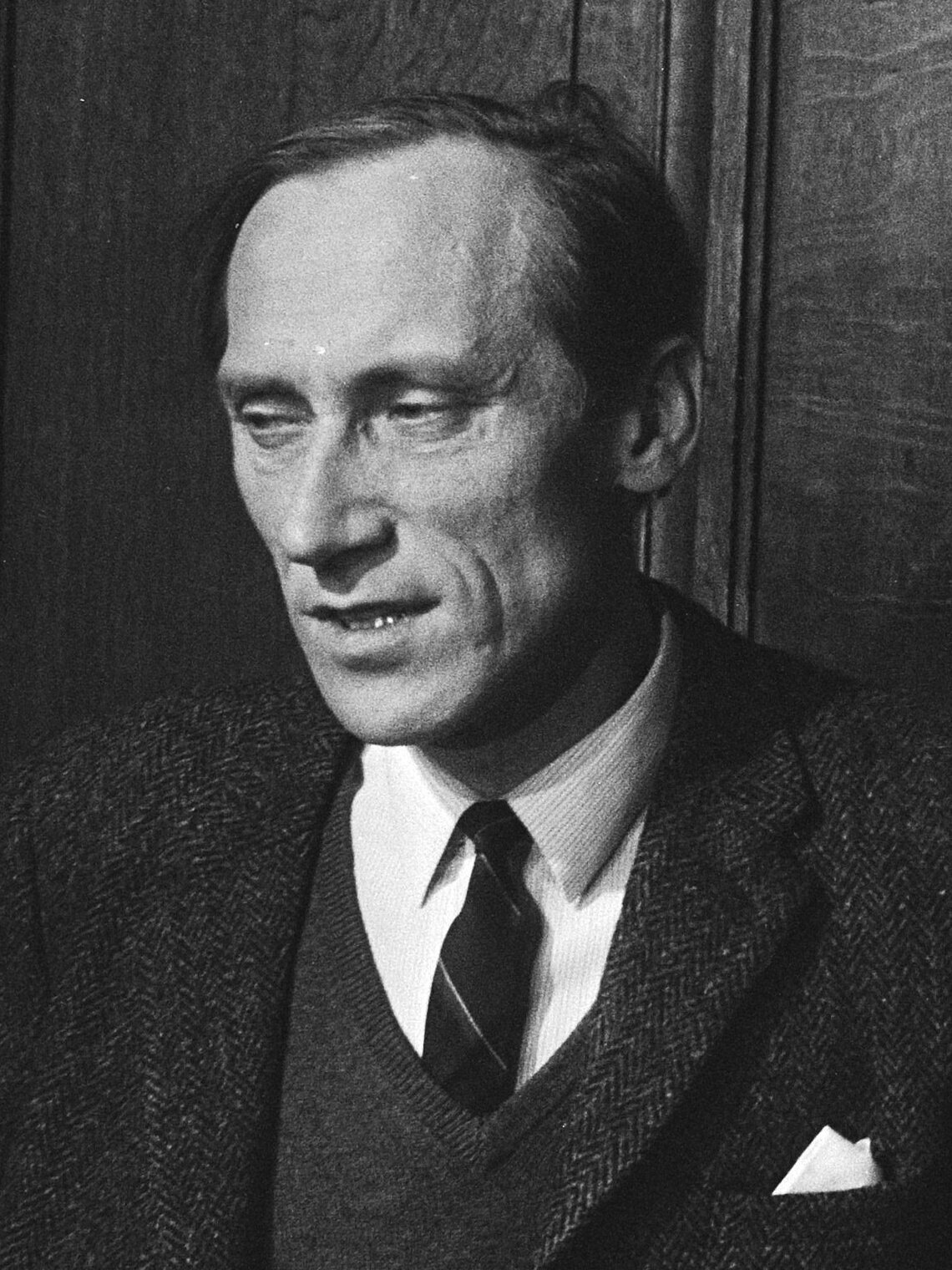
Leszek Kołakowski ad Amsterdam, nell'Auditorium della Oude Lutherse Kerk (1971)

Approfondendo gli studi filosofici sulla politica e sull'economia, divenne un convinto comunista e dal 1947 al 1966 fu tra i più attivi e celebri membri del Partito Operaio Unificato Polacco (PZPR). Si recò anche a Mosca, in Unione Sovietica, e lì ritenne che il sistema sovietico non rispecchiava la vera morale comunista perché servivano una revisione marxista e un'interpretazione più umana del pensiero di Karl Marx. Per queste dichiarazioni fu espulso dal Partito e perse il proprio lavoro. Kołakowski, nel libro Main Currents of Marxism (1976-1978), ha dichiarato che lo Stalinismo non è un'aberrazione, ma la logica del prodotto finale del marxismo.
Col passare degli anni entrò in maggior contatto con il cristianesimo e la cultura occidentale, cercando di difendere il modernismo e il ruolo che svolge nella nostra libertà di perseguire il trascendente. Nel 1968, infatti, era stato "professore in visita" presso l'Università McGill di Montréal (Canada) e nel 1969 presso l'Università della California (Berkeley). Nel 1970 è stato assunto come ricercatore dall'University of Oxford, nel Regno Unito, dove è rimasto da allora salvo alcune "trasferte" presso altre prestigiose università.
La Biblioteca del Congresso (Library of Congress) gli ha conferito nel 2003 il Kluge Prize, assegnato all'epoca per la prima volta - l'anno successivo lo hanno vinto Jaroslav Pelikan e Paul Ricœur. Altro premio illustre conferitogli è il Jerusalem Prize, che tra i suoi vincitori annovera filosofi del calibro di Bertrand Russell e scrittori come Ignazio Silone e Jorge Luis Borges.

### Elenco delle opere (titoli in polacco)
- Szkice o filozofii katolickiej, Państwowe Wydawnictwo Naukowe, Warszawa 1955
- Wykłady o filozofii średniowiecznej, Państwowe Wydawnictwo Naukowe, Warszawa 1956
- Światopogląd i życie codzienne, Państwowy Instytut Wydawniczy, Warszawa 1957
- Pochwała niekonsekwencji. Pisma rozproszone z lat 1955-1968, red. Zbigniew Mentzel, Puls, Londyn 1989, wyd. 2 Londyn 2002
- Jednostka i nieskończoność. Wolność i antynomie wolności w filozofii Spinozy, Państwowe Wydawnictwo Naukowe, Warszawa 1958
- Wybrane teksty z historii filozofii. Filozofia XVII wieku. Francja, Holandia, Niemcy, Państwowe Wydawnictwo Naukowe, Warszawa 1959 (antologia tekstów filozoficznych)
- Notatki o współczesnej kontrreformacji, Książka i Wiedza, Warszawa 1962
- 13 bajek z Królestwa Lailonii, Czytelnik, Warszawa 1963
- Klucz niebieski albo opowieści budujące z historii świętej zebrane, Państwowy Instytut Wydawniczy, Warszawa 1964
- Rozmowy z diabłem, Państwowy Instytut Wydawniczy, Warszawa 1965
- Świadomość religijna i więź kościelna. Studia nad chrześcijaństwem bezwyznaniowym siedemnastego wieku, Państwowe Wydawnictwo Naukowe, Warszawa 1965
- Wybrane teksty z historii filozofii. Filozofia egzystencjalna, Państwowe Wydawnictwo Naukowe, Warszawa 1965 (antologia tekstów filozoficznych; z Krzysztofem Pomianem)
- Filozofia pozytywistyczna (od Hume'a do Koła Wiedeńskiego), Państwowe Wydawnictwo Naukowe, Warszawa 1966 (tr. it. La filosofia del positivismo, Roma-Bari, Laterza 1974)
- Kultura i fetysze, Państwowe Wydawnictwo Naukowe, Warszawa 1967
- Obecność mitu, Instytut Literacki, Paryż 1972 (tr. it. Presenza del mito, Bologna, il Mulino 1992)
- Husserl i poszukiwanie pewności, tłum. P. Marciszuk, Aletheia, Warszawa 1990 (tr. it. La ricerca della certezza, Roma-Bari Laterza 1978)
- Główne nurty marksizmu. Powstanie - rozwój - rozkład, Instytut Literacki, Paryż 1976-78 (tr. it. Nascita, sviluppo, dissoluzione del marxismo, Milano, SugarCo 1976-, 3 voll.)
- Czy diabeł może być zbawiony i 27 innych kazań, Aneks, Londyn 1982
- Moje słuszne poglądy na wszystko, Znak, Kraków 2000
- Religion. If there is no God..., New York: Oxford University Press, 1982 (tr. it. Se non esiste Dio, Bologna, il Mulino 1997) 
  - = Jeśli Boga nie ma... O Bogu, Diable, Grzechu i innych zmartwieniach tak zwanej filozofii religii, tłum. Tadeusz Baszniak, Maciej Panufnik, Aneks, Londyn 1987
- Metaphysical horror, Oxford: Basil Blackwell, 1988 (tr. it. Orrore metafisico, Bologna, il Mulino 1990)
  - = Horror metaphysicus, tłum. Maciej Panufnik, Res Publica, Warszawa 1990
- Bóg nam nic nie jest dłużny. Krótka uwaga o religii Pascala i o duchu jansenizmu, tłum. I. Kania, Kraków 1994
  -  Spis treści, su czytelnia.onet.pl.
  -  W czym pobłądził św. Augustyn? (fragment książki), su czytelnia.onet.pl.
- Bergson, Wydawnictwo Naukowe PWN, Warszawa 1997
- Mini wykłady o maxi sprawach, Znak, Kraków 2003 (trzy serie w jednym tomie) (tr. it. Breviario minimo: piccole lezioni per grandi problemi, Bologna, il Mulino 2000)
  -  "O władzy", su republika.pl. URL consultato l'11 gennaio 2009 (archiviato dall'url originale il 16 dicembre 2004).
  -  "O podróżach", su skg.uw.edu.pl. URL consultato l'11 gennaio 2009 (archiviato dall'url originale il 10 maggio 2008).
- 128 bardzo ładnych wierszy stworzonych przez 68 poetek i poetów polskich, Znak, Kraków 2003 (wybór dokonany przez Leszka Kołakowskiego)
  -  Spis treści, su czytelnia.onet.pl.
  -  "Wyjaśnienie i usprawiedliwienie", su czytelnia.onet.pl.
- O co nas pytają wielcy filozofowie. Seria I, Znak, Kraków 2004
  -  "Nic nowego nie mówimy" - rozmowa Jarosława Makowskiego, su tygodnik.onet.pl.
- Wśród znajomych. O różnych ludziach mądrych, zacnych, interesujących i o tym, jak czasy swoje urabiali, Znak, Kraków 2004 ISBN 83-240-0500-5

### Articoli pubblicati in Inglese
- My Correct Views On Everything: A Rejoinder to Edward Thompson's "Open Letter to Leszek Kolakowski, Socialist Register 1974
- How to Be a Conservative-Liberal-Socialist, su mrbauld.com. URL consultato l'11 gennaio 2009 (archiviato dall'url originale il 21 giugno 2006).
- The Alienation of Reason (Extract), su autodidactproject.org.
- The Death of Utopia Reconsidered (PDF), su tannerlectures.utah.edu. URL consultato l'11 gennaio 2009 (archiviato dall'url originale il 10 settembre 2008).

### In italiano
- Gesù. Saggio apologetico e scettico, Le Lettere, 2023, pp. 58 (pubblicato sulla rivista Commentaire)[1]